# John Parker (1er baron Boringdon)
Pour les articles homonymes, voir John Parker (homonymie) et Parker.
John Parker, 1er baron Boringdon (1735 - 27 avril 1788) est un pair britannique et membre du Parlement.

## Famille
Il est le fils aîné de John Parker (1703–1768) de Boringdon Hall, Plympton et Saltram House, et de son épouse Catherine Poulett (1706 – 1758), qu'il épouse en 1725  une fille de John Poulett (1er comte Poulett), et de son épouse Bridget Bertie, petite-fille de Montagu Bertie (2e comte de Lindsey). Il a une sœur Henrietta Parker (d.1808) et un frère cadet, Montagu Edmund Parker (1737-1813) de Whiteway House, près de Chudleigh (acheté par son grand-père George Parker (d.1743), qui achète également Saltram), shérif de Devon en 1789, qui s'est marié en 1775 à Charity Ourry (1752-1786), fille de l'amiral Paul Ourry.

## Carrière

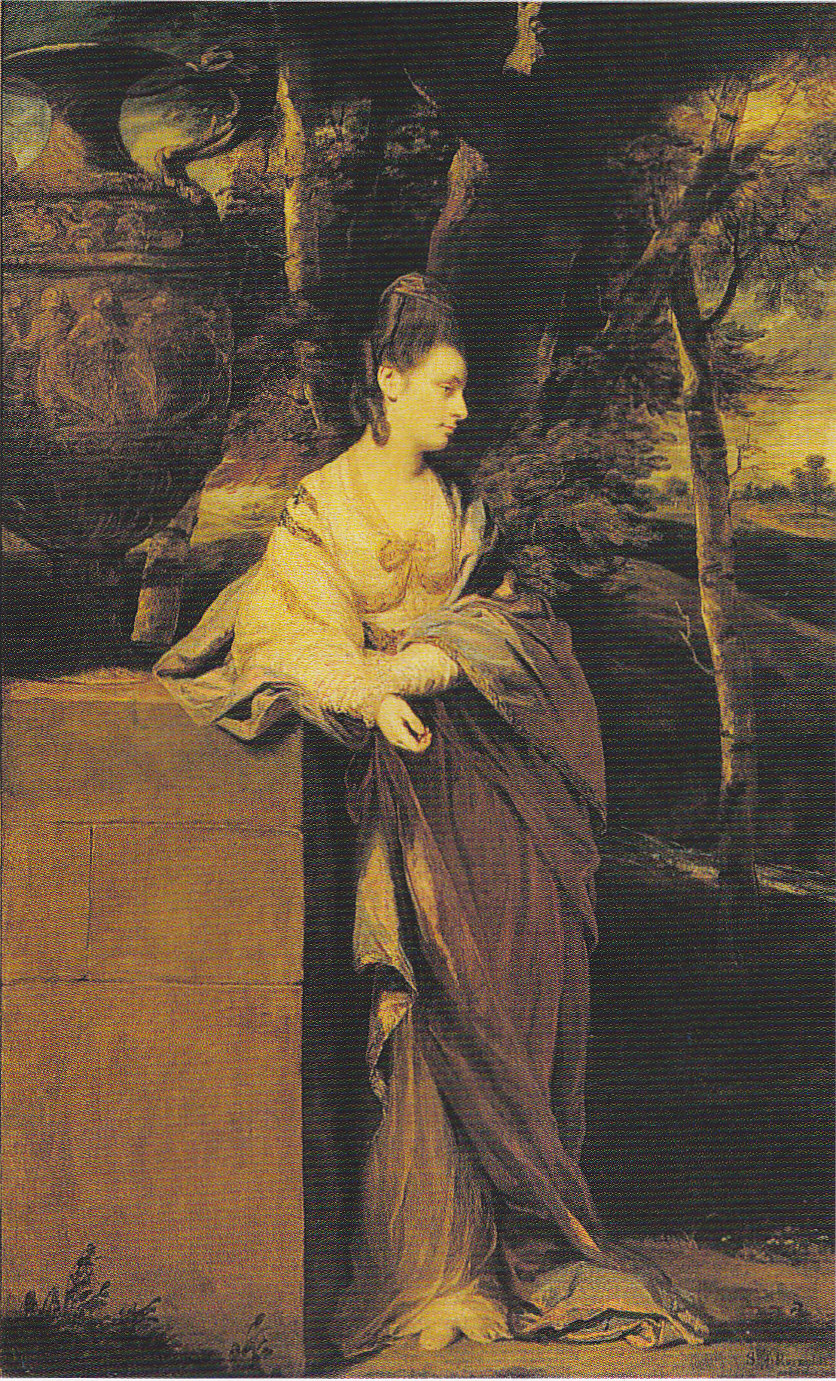
Portrait de Theresa Robinson (1744 / 5-1775), deuxième épouse de John Parker, 1er baron Boringdon et deuxième fille de Thomas Robinson, 1er baron Grantham. Par sir Joshua Reynolds, v. 1770-2.

Il fait ses études à Christ Church, Oxford et fréquente le Plympton Grammar School où le père de Sir Joshua Reynolds est directeur .
Il est élu à la Chambre des communes pour Bodmin en 1761, poste qu'il occupe jusqu'en 1762, puis représente le Devon entre 1762 et 1784. Il est ensuite élevé à la pairie sous le nom de baron Boringdon, de Boringdon dans le comté de Devon.
Outre sa carrière politique, il est également collectionneur de tableaux à son siège, Saltram House, dans le Devon. Il est élu membre de la Royal Society en avril 1767 . En 1783, le cheval de Parker, Saltram, remporte la quatrième course du Derby d'Epsom.

## Mariage et descendance
Lord Boringdon s'est marié deux fois :

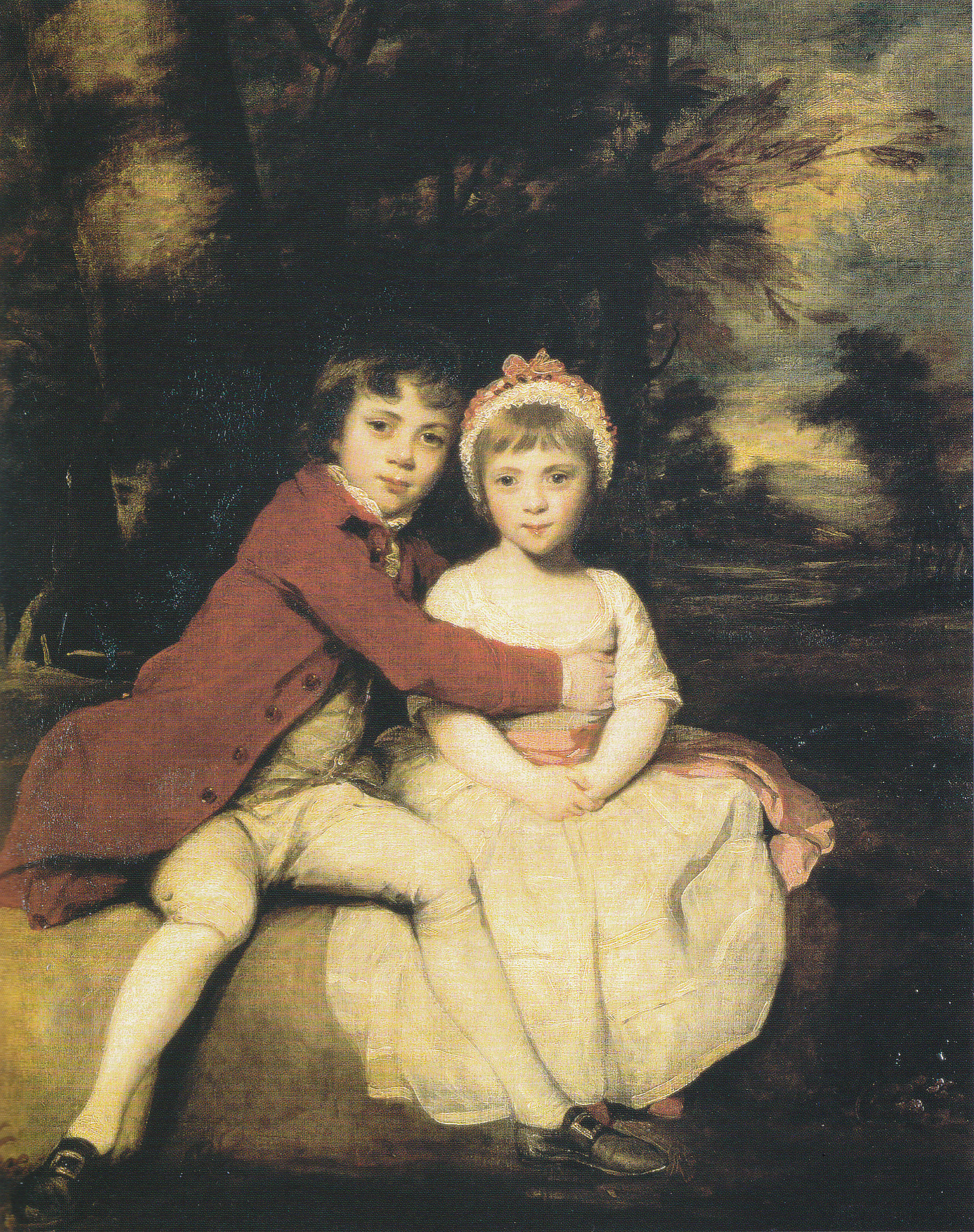
Portrait enfant de John Parker, futur 1er comte de Morley (1772-1840), fils de John Parker, 1er baron Boringdon et Theresa Robinson, avec sa sœur Theresa Parker. Peint en 1779 par Sir Joshua Reynolds

- Tout d'abord, en 1764, avec Frances Hort (décédée en 1764), fille du très révérend Josiah Hort, archevêque de Tuam. Elle est morte plus tard la même année, sans descendance.
- En secondes noces, en 1769, à l'hon. Theresa Robinson (1744 / 5-1775), deuxième fille de Thomas Robinson. Lord Boringdon lui survécut treize ans et ils ont :
  - John Parker (1er comte de Morley) (1772-1840), qui est créé vicomte Boringdon et comte de Morley en 1815.
  - Theresa Parker (1775-1856), qui épouse George Villiers – fils cadet de Thomas Villiers. Leur fils aîné est George Villiers (4e comte de Clarendon).